# بانزرجرينادير
- أعلى اليمين: بانزرجرينادير  خلف ماردر.
- أعلى اليسار: بانزرجرينادير نمساوي أمام IFV Ulan في عام 2016.
- أسفل اليمين: بانزرجرينادير نمساوي أمام IFV Ulan .
- أسفل اليسار: بانزرجرينادير ألماني أثناء تمرين تدريبي في منطقة تدريب ياجيربروك في مكلنبورغ-فوربومرن، 2010.

بانزرجرينادير (بالألمانية: Panzergrenadier) هو مصطلح ألماني يتم استخدامه في جيوش النمسا وألمانيا وسويسرا والسويد. وهو المكافئ الألماني لفرق المشاة الميكانيكية للحلفاء في الحرب العالمية الثانية. المصطلح للعقيدة العسكرية الالمانية لوحدات المشاة الميكانيكية المُتخصصة المُدمجة في الوحدات المدرعة للقتال من مركبات المشاة القتالية (IFVs) أي أستخدام ناقلات الجند المدرعة لنقل الفرقة الميكانيكية التي تتألف من ستة إلى ثمانية جنود إلى ومن ساحة القتال مع توفير الدعم الناري المباشر لتلك القوات.
نشأت هذه العقيدة في المقام الأول في ألمانيا النازية أثناء الحرب العالمية الثانية، وتُستخدم اليوم بنفس الاسم في بلدان ألمانيا والنمسا وسويسرا والسويد.

## المصطلح
لم يتم اعتماد مصطلح بانزرجرينادير Panzergrenadier حتى عام 1942. عرفت المشاة في فرق البانزر منذ عام 1937 فصاعدا باسم أفواج شوتزن Schützen.
في الجيش الألماني، Panzergrenadier (Pzg) هو أيضا أدنى رتبة مجند ( Mannschafte) في Panzergrenadiertruppe، مقارنة برتب حلف شمال الأطلسي.

## العقيدة
يتم إجراء مهام البانزرجرينادير بالتعاون الوثيق مع مركبات المشاة القتالية. كل فرقة من البانزرجرينادير لديها مركبة مشاة قتالية خاصة بها أثناء المعركة. يمكن القتال إما من داخل المركبة عبر فتحات صغيرة في الجدران أو فتحات على السطح وما إلى ذلك، وهو ما يسمى بالقتال من على متن المركبة، أو من خارج المركبة في محيطها عن طريق الترجل منها من الجزء الخلفي من المركبة.
تتكون المهام القتالية من نصب الكمائن والدعم الناري والاستطلاع والهجمات المباشرة وما إلى ذلك. اعتمادًا على التسليح، يمكن أن يكون لمركبة المشاة القتالية درجات متفاوتة من المشاركة النشطة في المعركة. مثل استخدام المدافع الرشاشة أو المدافع الآلية متوسطة العيار (20-60 مم) وأنظمة صواريخ من برج المركبة. على عكس المشاة الميكانيكية التقليدية، لا تستخدم البانزرجرينادير ناقلات الجند المدرعة (APC) في عقيدتها، حيث أن الناقلات المدرعة مُخصصة لتكون «سيارات أجرة مدرعة» تفتقر من حيث التصميم إلى القدرة على القتال على متن مركبات، وهذا على عكس مركبات المشاة القتالية.

## الاستخدام في الحرب العالمية الثانية
تم استخدام مصطلح Panzergrenadier في عام 1942، وتم تطبيقه بالتساوي على عنصر المشاة في فرق البانزر وكذلك على الفرق الجديدة المعروفة باسم Divz Panzergrenadier. تطورت الفرق من خلال ترقيات من فرق المشاة العادية، أولا إلى فرق المشاة الآلية ثم إلى PzGren. شمل ذلك الفرق الثالثة والعاشرة والرابعة عشر والخامسة عشرة والسادسة عشرة والثامنة عشرة والعشرون والخامسة والعشرين والخامسة والعشرين. تمت ترقية الفرق في كل من هيير (الجيش الألماني) وفافن-إس إس إلى فرق بانزر مع تقدم الحرب.

## صور

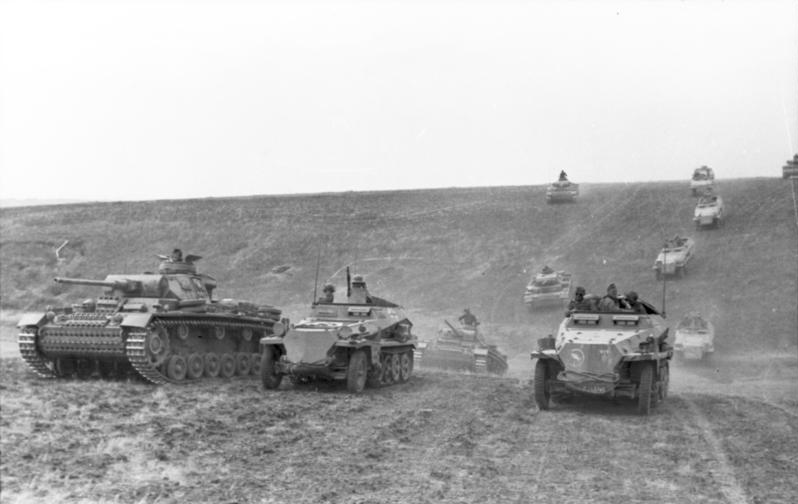
قوات البانزرجرينادير في مركبات قتالية نصف مجنزرة إلى جانب الدبابات على الجبهة الشرقية.
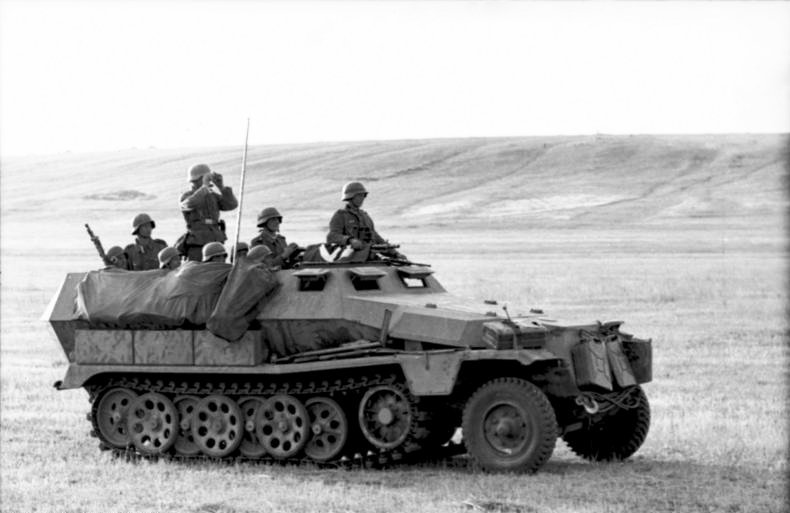
جنود البانزرجرينادير ألمان على مركبة نصف مجنزرة مدرعة من طراز Sd.Kfz. 251.
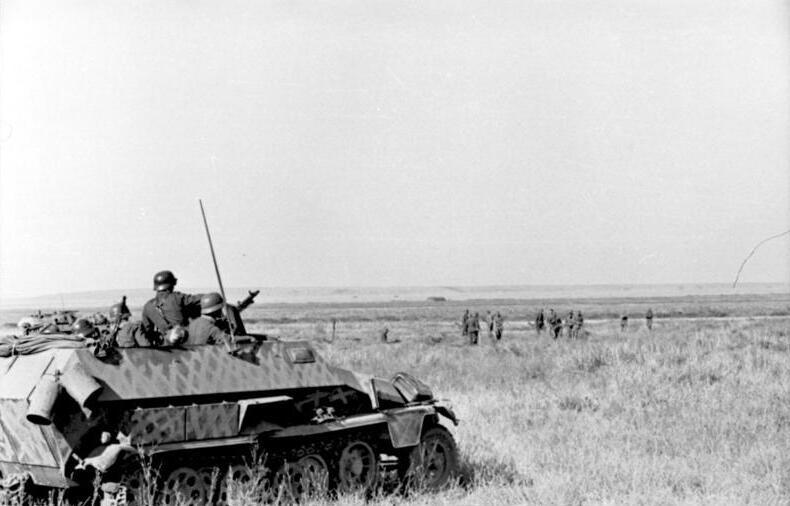
قوات بانزرجرينادير ألمانية على مدرعة نصف مجنزرة طراز 251 Sd.Kfz، الاتحاد السوفيتي، أغسطس 1942م.
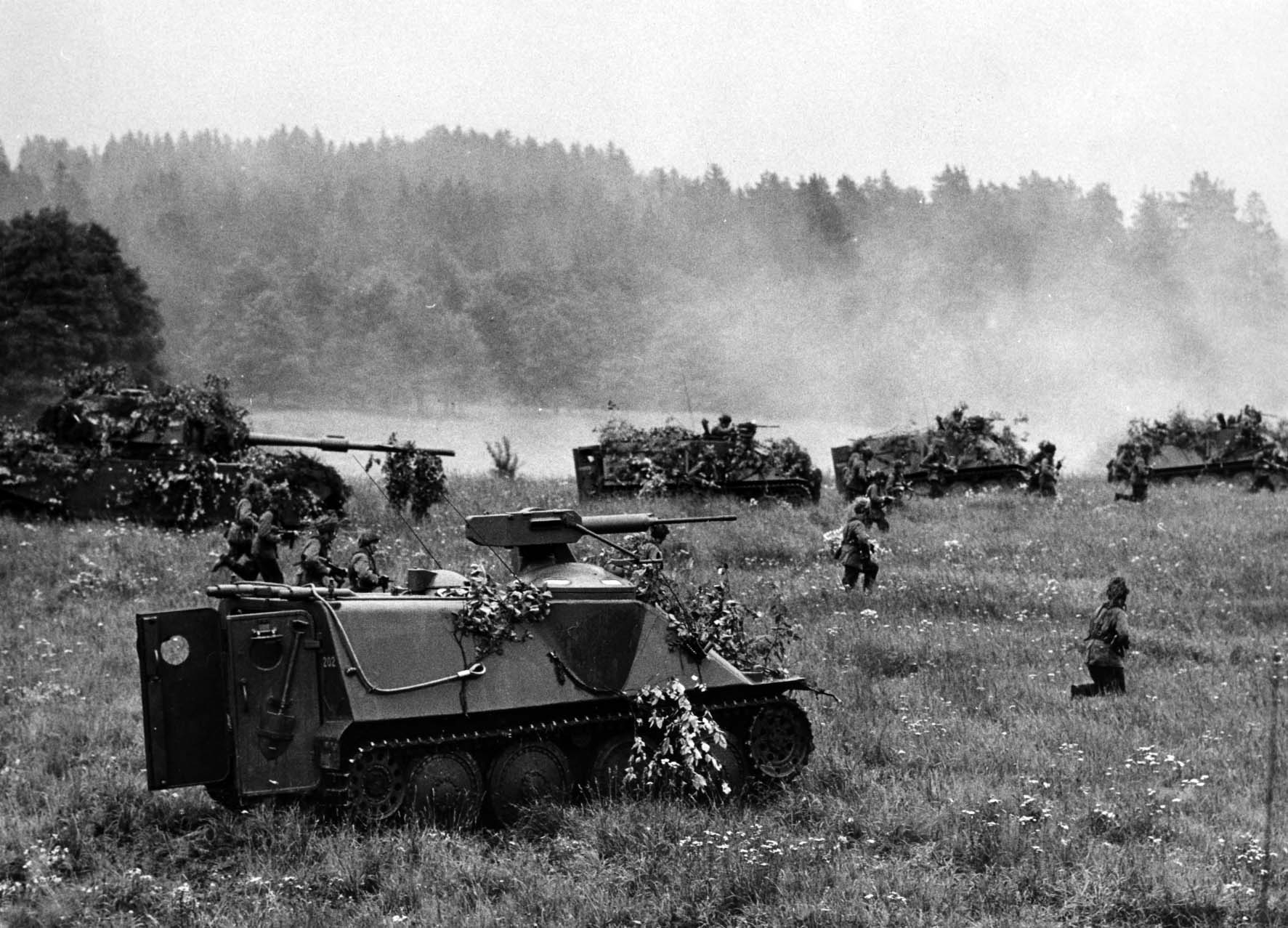
مدرعة بانسار بان فان Pbv 301 سويدية مع المشاة المترجلين.
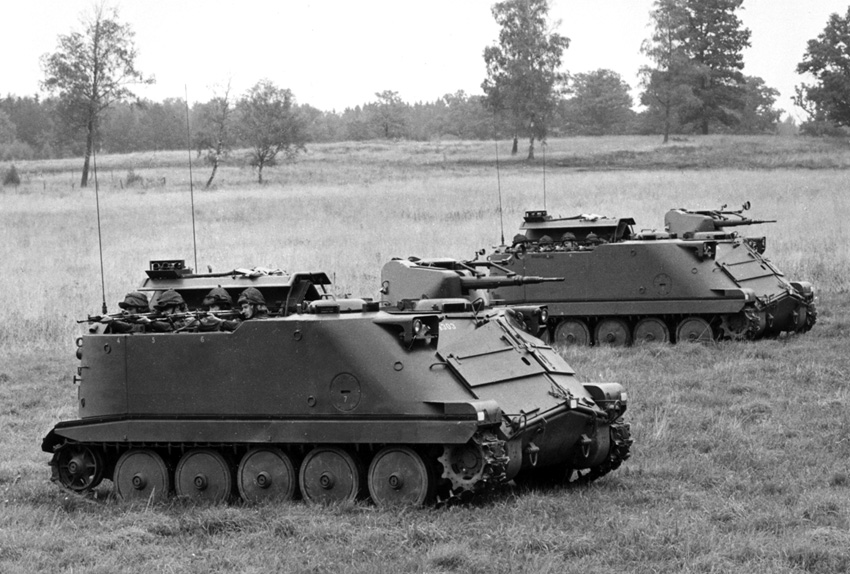
مدرعة بانسار بان فان Pbv 302 سويدية مع المشاة بداخلها.
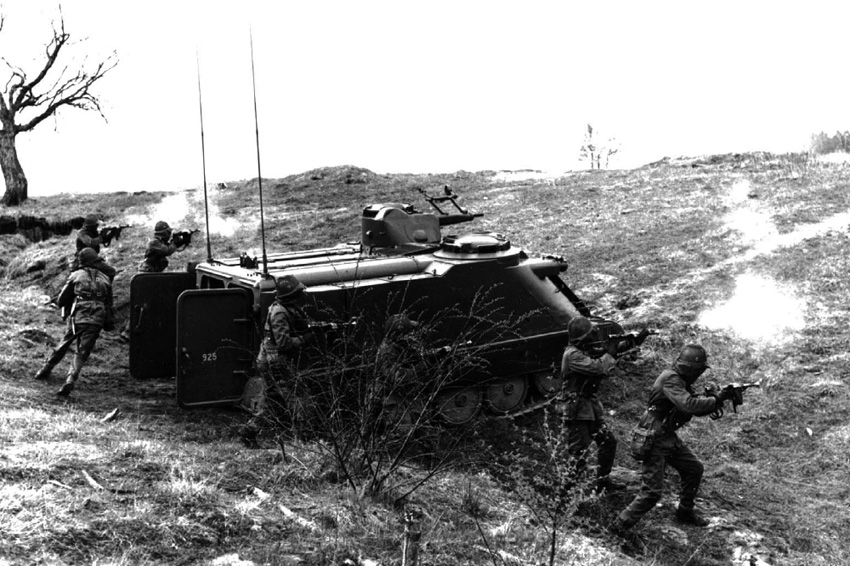
مدرعة Pbv 302 سويدية مع المشاة المترجلين.
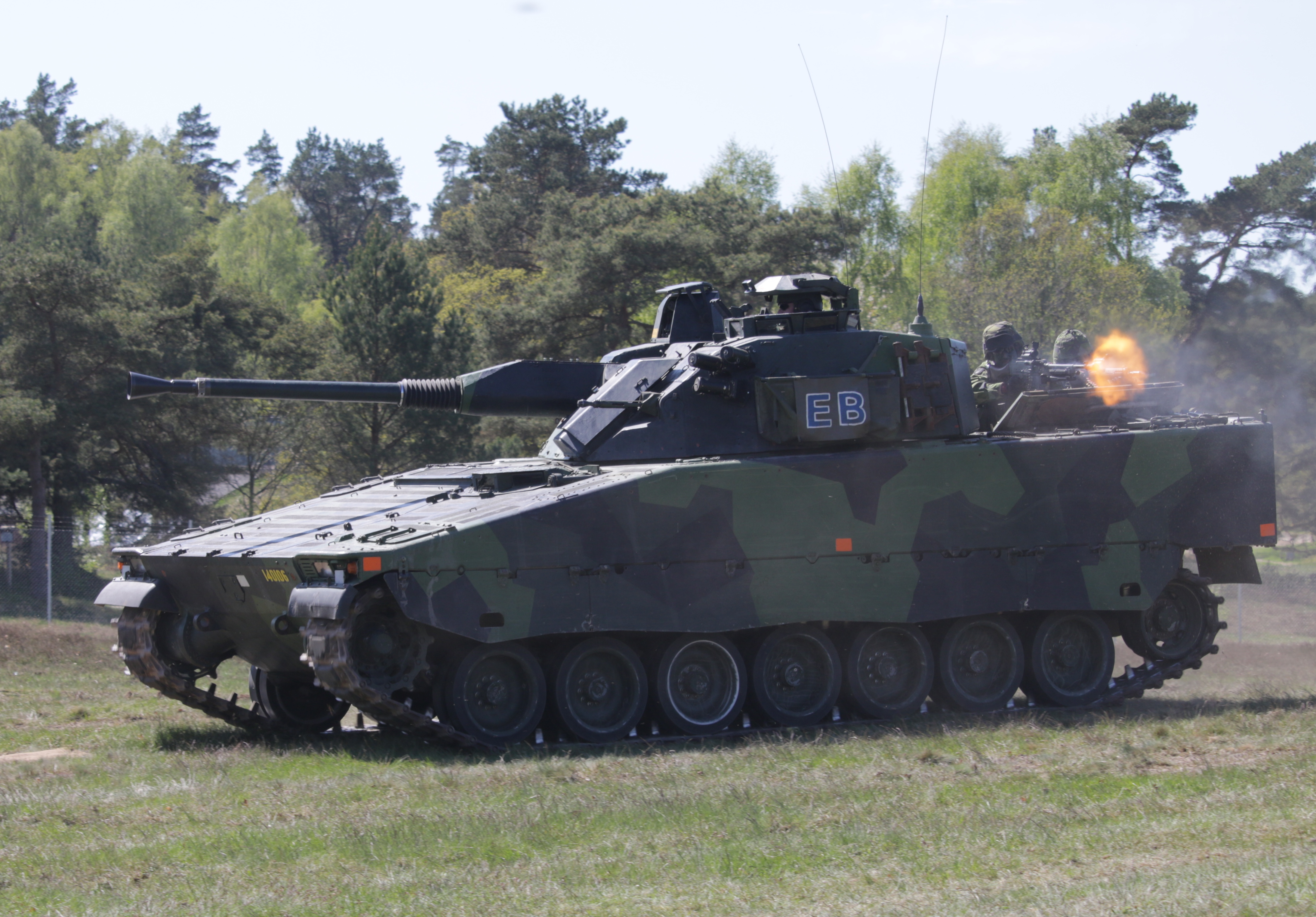
مدرعة Strf 9040 مع المشاة بداخلها.